# (266622) Málna
(266622) Málna, désignation internationale (266622) Malna, est un astéroïde de la ceinture principale.

## Description
(266622) Malna est un astéroïde de la ceinture principale. Il fut découvert le 24 août 2008 à Piszkesteto par Krisztián Sárneczky. Il présente une orbite caractérisée par un demi-grand axe de 3,24 UA, une excentricité de 0,08 et une inclinaison de 3,3° par rapport à l'écliptique.

## Compléments